# Wootton (Staffordshire)
Pour les articles homonymes, voir Wootton.
Wootton est un village et une paroisse civile du Staffordshire, en Angleterre.